# Abdul Ghafoor
Abdul Ghafoor, född 5 mars 1970, är en afghansk friidrottare (kortdistanslöpare). Han deltog vid olympiska sommarspelen 1996.